# 佐多久孝
佐多 久孝（さた ひさたか）は、江戸時代前期の薩摩藩士。佐多氏14代当主。

## 生涯
寛永15年（1638年）、島津家久の葬儀の際に北郷久直と共に棺を担いだ。明暦2年（1656年）4月9日没、享年29。
家督は養子・久利が相続した。 